# Giovanni II Bentivoglio
Giovanni II Bentivoglio (Bolonia, 15 de febrero de 1443 – Milán, 15 de febrero de 1508) fue un político y condotiero italiano, signore de Bolonia desde 1463 a 1506. 
Hijo único del asesinado Annibale I Bentivoglio, creció bajo la tutela de Sante Bentivoglio y le sucedió como primer ciudadano de Bolonia.  Armado caballero a temprana edad, fue presidente vitalicio del Senado de Bolonia, condotiero al servicio del Ducado de Milán, la República de Florencia y los Estados Pontificios, conde palatino del Sacro Imperio Romano Germánico, patricio de la República de Venecia, adscrito a la Casa de Aragón en el Reino de Nápoles y protegido del rey Luis XII de Francia.   
Gobernador absoluto de facto del territorio boloñés, fue destacado actor de los principales acontecimientos de la Italia de su época y se mantuvo en el poder durante más de cuarenta años a pesar de varias conjuras contra su persona, hasta que el papa Julio II le derrocó por la fuerza de las armas.  
Murió en el exilio dejando numerosa descendencia, con la que estableció alianzas matrimoniales con los principales signori de los estados circundantes. 

## Bolonia en el siglo XV

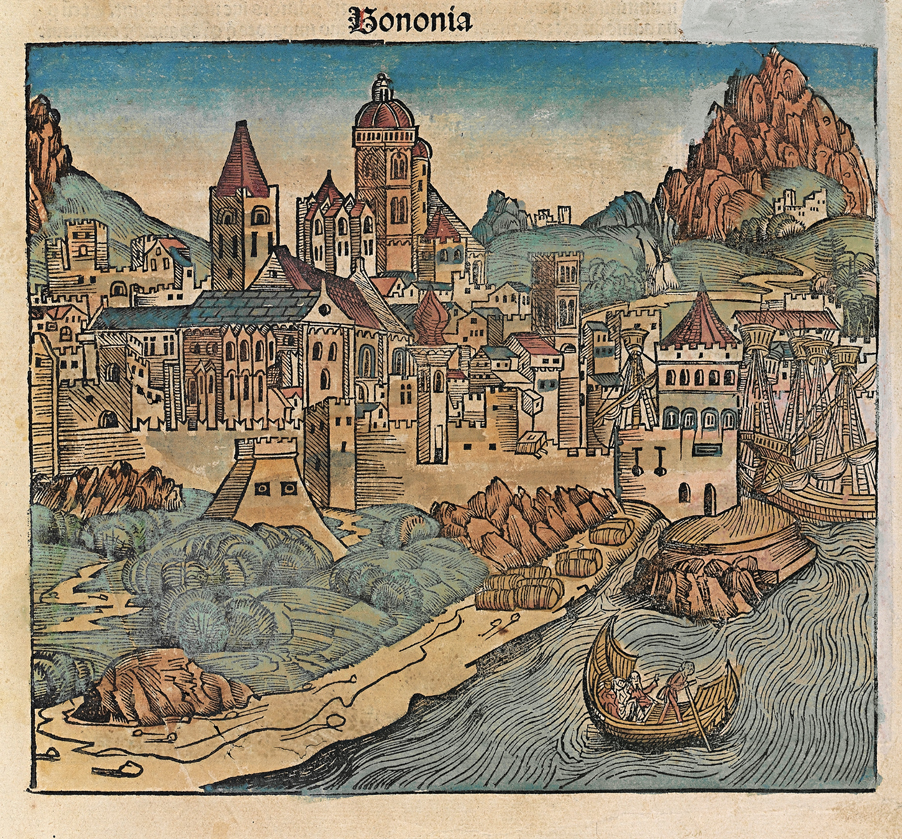
Bolonia, en las Crónicas de Núremberg (1493).

Bolonia pertenecía a los Estados Pontificios desde que en 1278 el rey de romanos Rodolfo I de Habsburgo cedió al papa Nicolás III la Provincia Romandiolæ, y según las Constitutiones Sanctæ Matris Ecclesiæ de 1357 debía estar gobernada por un legado o un vicario nombrados por el papa que prevalecían sobre las autoridades locales, pero en la práctica fueron constantes los desórdenes, rebeliones y cambios de gobierno en los que además del papado estuvieron involucrados los estados circundantes y las principales familias boloñesas. 

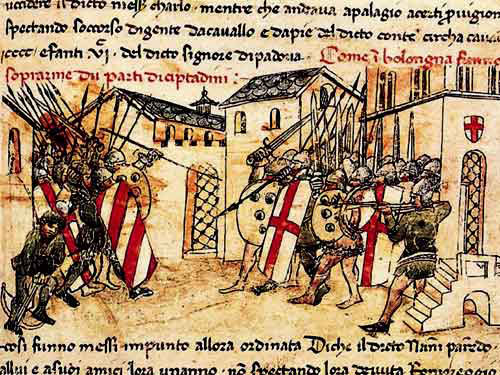
Combates en Bolonia en el s. XV.

En 1360 el cardenal Gil de Albornoz la recuperó para la Santa Sede quitándola a los Visconti de Milán; en 1376, durante la Guerra de los Ocho Santos promovida por Florencia, una revuelta popular expulsó al legado Guillaume Noellet e instauró un gobierno comunal que duró dos años hasta que Gregorio XI volvió a recuperarla, con los Estados Pontificios ya inmersos en el Cisma de Occidente.
En 1399 tomó el gobierno Giovanni I Bentivoglio (bisabuelo de Giovanni II), pero en 1402 fue derrotado por Gian Galeazzo Visconti y entregado al populacho, que lo linchó en la Piazza Maggiore.  En 1403 el legado Baldasarre Cossa volvió a recuperar la ciudad, que en 1412 volvió a independizarse brevemente con Pietro Cossolini.  En 1416 Anton Galeazzo Bentivoglio (abuelo de Giovanni II) lideró una nueva rebelión y se hizo con el poder, pero cuatro años después fue desterrado por obra de Martín V.  En 1428 fueron los Canetoli y los Zambeccari de Bolonia quienes con la ayuda del milanés Filippo Maria Visconti desalojaron a los pontificios, que volvieron el año siguiente por la fuerza de las armas y fueron nuevamente expulsados.  En 1435 Eugenio IV consiguió retornar la ciudad a los Estados Pontificios, y cuando Anton Galeazzo Bentivoglio regresó fue ejecutado por orden del gobernador pontificio Daniele Scoti. En 1438 los boloñeses habían expulsado nuevamente a los representantes pontificios y a su guardia con ayuda de Niccolò Piccinino, condotiero de Filippo Maria Visconti, que había puesto en el gobierno de la ciudad a su hijo Francesco.

## Biografía

### Primeros años

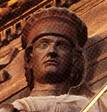
Annibale Bentivoglio.

Giovanni fue el único hijo de Annibale I Bentivoglio (hijo de Anton Galeazzo) y Donnina Visconti (prima del duque Filippo Maria); fue tenido en la pila del bautismo por el marqués de Ferrara Leonelo de Este y por el signore de Faenza Guidantonio Manfredi.  
Cuando nació, su padre estaba preso en el castillo de Varano por orden de Piccinino, que le consideraba un peligro para la estabilidad de la ciudad.  
Tras una accidentada fuga Annibale consiguió escapar y con la ayuda de sus partidarios retomó el gobierno de Bolonia, pero fue asesinado dos años después en una conjura organizada por su oponente Battista Canetoli, cuyos partidarios sufrieron a su vez una cruenta venganza popular. El duque de Milán aprovechó los disturbios para enviar su ejército a tomar Bolonia, y la República de Venecia envió el suyo en apoyo de la ciudad para prevenir la expansión territorial milanesa.

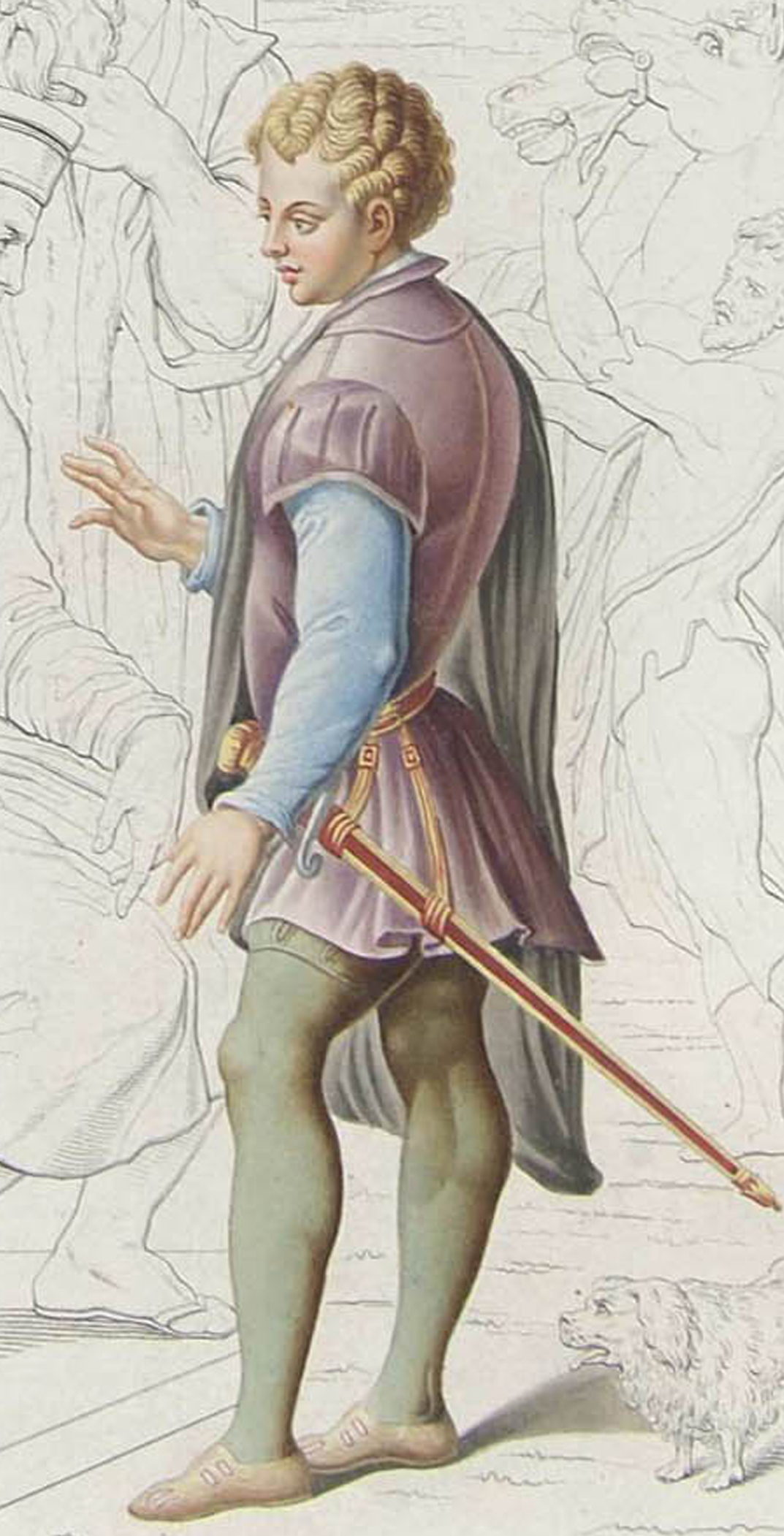
Sante Bentivoglio.

Las principales familias boloñesas, interesadas en la continuidad autonómica de Bolonia, independiente de Milán y del papado, se concordaron para reconocer la autoridad a un consanguíneo de Annibale, y tras la negativa de Ludovico Bentivoglio eligieron a Sante Bentivoglio, a quien colocaron como "primer ciudadano", aunque sin reconocimiento jurídico ni político formal, y le encomendaron la tutela de Giovanni.

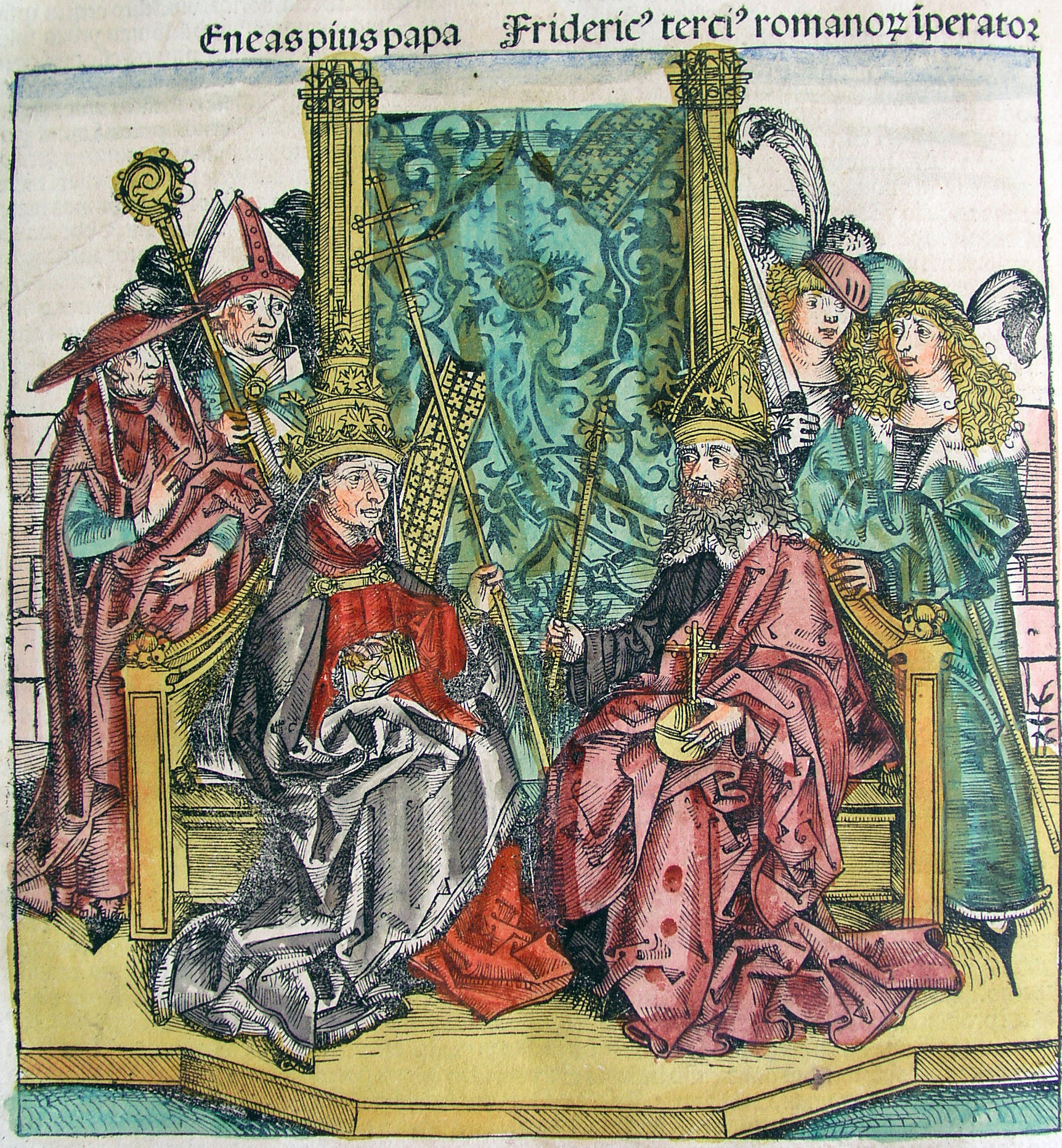
Federico III y Pío II.

A los nueve años Giovanni fue armado caballero por el emperador Federico III, que junto con el rey de Hungría Ladislao V, el duque de Austria Alberto VI y el legado pontificio Basilio Besarión iba camino de Roma para la ceremonia de su coronación. Nombrado miembro del senado de Bolonia poco después, con derecho a voto desde los dieciséis años, estuvo presente en la recepción del duque de Milán Francesco Sforza y fue uno de los que rindieron homenaje a Pío II cuando pasó por Bolonia de camino al Congreso de Mantua.
Las buenas relaciones que Giovanni había tenido durante sus primeros años con Sante amenazaban con romperse a medida que maduraba: Sante se había casado en 1459 con Ginevra, de quien había tenido un hijo, y recelaba de la familiaridad de Giovanni con su mujer y de la posibilidad de que antecediera a su hijo en el gobierno político de la ciudad. Para evitar disputas entre ambos, estaba previsto que Giovanni se alejara durante varios años a la corte del rey de Nápoles Ferrante I, pero la situación cambió cuando tras una breve enfermedad Sante murió en octubre de 1463.

### Gobernador de Bolonia
El mes siguiente Giovanni fue elegido gonfaloniero de justicia, y en mayo de 1464 contrajo matrimonio con Ginevra Sforza, viuda de Sante, hija ilegítima de Alessandro Sforza y sobrina del duque Francesco Sforza, con la debida dispensa matrimonial emitida por Pío II.
En 1465 alojó en su palacio de Bolonia a los recién casados Alfonso II de Nápoles e Hipólita María Sforza, después viajó a Milán para visitar al duque y reforzó Bolonia con las  tropas milanesas de Tristano Sforza.

#### Presidente del Senado
Ahí empezó la reforma de las instituciones, con un doble objetivo: primero, limitar el poder del legado pontificio que gobernaba la ciudad en nombre del papa, y segundo asegurar la dictadura oligárquica de las grandes familias boloñesas de su facción contra los antiguos privilegios populares.

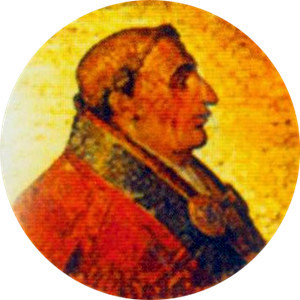
Paulo II.

Según las nuevas disposiciones, el senado de Bolonia estaría formado por diez senadores que actuarían durante el primer semestre del año, y por otros diez que lo harían durante el segundo; Giovanni presidiría durante todo el año. En 1466 una delegación diplomática encabezada por Giovanni Guidoti planteó el acuerdo ante la Santa Sede; el papa Paulo II accedió a todo, suponiendo que la posición preeminente de Giovanni le sería causa de envidias y rebeliones internas que a la larga facilitarían la reconquista de Bolonia para los Estados Pontificios. El legado Angelo Capranica renunció a su cargo considerando el acuerdo lesivo para su honor, y quedó en su lugar Giovanni d'Amelia.  
Ese mismo año murió el duque de Milán Francesco Sforza y le sucedió su hijo Galeazzo Maria Sforza.

Italia en 1494.

Al mismo tiempo se vio inevitablemente involucrado en las guerras y conspiraciones que por aquellos tiempos eran frecuentes en Italia. Cuando en 1466 Luca Pitti, Diotisalvi Neroni, Niccolò Soderini y Angelo Acciaiuoli conspiraron para derrocar al florentino Piero de Medici, Giovanni envió tropas en apoyo de este último contra las que comandaba Ercole de Este en nombre de su hermano el duque de Ferrara Borso de Este.  
El año siguiente Milán, Florencia, Nápoles y Bolonia formaban una liga y ponían su ejército bajo el mando de Federico da Montefeltro para contener al que dirigido por Bartolomeo Colleoni secundaba la política expansionista de la República de Venecia en la Romaña; ambos ejércitos se enfrentaban en la Riccardina, ya en territorio de Bolonia. En 1468 ambos bandos firmaban la paz a instancias del papa Paulo II.
Entretanto la reputación y la popularidad de Giovanni crecían dentro y fuera de Bolonia: en 1469 el emperador Federico III le concedió el derecho a cuartelar sus armas con el águila del Sacro Imperio;
el año siguiente ganó el fastuoso y multitudinario torneo organizado en la ciudad, y el duque de Milán le agasajó generosamente y le nombró capitán del ejército de Milán.  El legado pontificio Giovanni Battista Savelli rehusaba continuar su mandato aduciendo que «si volvía a Bolonia no sería legado, sino ligado», en referencia a que en la ciudad todo se hacía al arbitrio de Bentivoglio, y el papa nombraba en su lugar a Francesco Gonzaga.

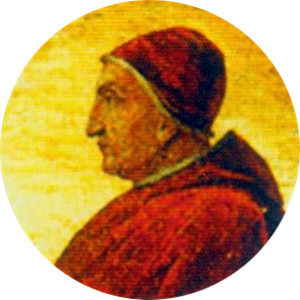
Sixto IV.

En 1471 surgieron enfrentamientos con el nuevo duque de Ferrara Ercole d'Este, por cuestiones de límites en la orilla del río Panaro, que se resolvieron pacíficamente con la intermediación de Venecia, Nápoles, Milán y el nuevo papa Sixto IV y con el compromiso de boda del primogénito Annibale con la hija del de Ferrara, que en la época eran todavía unos niños. 
Comenzó así una serie de alianzas matrimoniales de su numerosa prole con los principales señores de los estados circundantes. 
Tras la muerte de Pietro Riario, nepote de Sixto IV, envió a Roma una embajada para expresar sus condolencias al pontífice, y consiguió el carácter hereditario de su signoria en la persona de Annibale.  
Su popularidad subía cuando tras una carestía de cereal, lo mandó traer de Romaña y venderlo a bajo precio. Ese mismo año 1474 se unían Florencia, Venecia, Milán y Bolonia en una liga para contrarrestar la que los Estados Pontificios habían firmado con Nápoles.
En diciembre de 1476 fue asesinado su protector el duque de Milán Galeazzo Maria Sforza y quedó al frente del ducado su hijo Gian Galeazzo Sforza, que con tan solo siete años de edad quedó bajo la regencia de Bona de Saboya. Por comisión de ésta, el año siguiente Giovanni acudió con su condotta a apoyar a Galeotto Manfredi para recuperar el gobierno de Faenza, que había quedado en manos de su hermano Carlo.

#### La guerra de Toscana
En 1478 tuvo lugar la conspiración de los Pazzi: las relaciones entre el papa Sixto IV en los Estados Pontificios y Lorenzo de Médici en la República de Florencia se habían enturbiado hasta el punto de que el primero decidió deponer al segundo. En una conjura en la que intervinieron Girolamo Riario, Giovanni Battista de Montesecco, Francesco Salviati y los Pazzi, en abril se cometíó un atentado en el que Lorenzo resultó herido y su hermano Giuliano muerto.  
En la guerra que siguió, los Estados Pontificios, el Reino de Nápoles y la República de Siena formaron una alianza mientras Florencia, Milán, Venecia y Ferrara formaban otra.  El papa conminó a Bolonia a alojar las tropas pontificias, a lo que el senado se negó alegando una epidemia de peste;  Bentivoglio fue nombrado condotiero a sueldo de Florencia, con una provisión de 3000 ducados en tiempo de paz y 6000 en guerra, pero el conflicto quedó relegado cuando en el verano de 1480 la conquista de Otranto por los turcos del sultán Mehmed II vino a desviar la atención del conflicto en Toscana para centrarla en el peligro de las guerras otomanas en Europa y en la necesidad de unidad entre todos los estados italianos.

#### Signorede Bolonia
En enero de 1480 se encontraba en Milán cuando el duque Gian Galeazzo Sforza le cedió los castillos de Covo y Antignano con título de conde.  Fue por esta época cuando empezó a incluir su escudo no solo en las monedas de menor valor sino también en los bolognini de oro, y cuando en Bolonia empezó a recibir el título de signore
Su situación económica era excelente: en 1443 el senado había concedido a su padre la cartesella, un impuesto del cinco por ciento sobre los contratos de compraventa y las dotes matrimoniales, y a lo largo de los años había renovado la concesión periódicamente, primero en la persona de Sante y después en la del propio Giovanni, hasta que el papa Inocencio VIII se la otorgó a perpetuidad con facultad para transmitirla a su primogénito; junto con su participación en el suministro de sal a Venecia y en las tasas impuestas a los judíos, suponía que sus ingresos eran cerca de la cuarta parte de la tesorería de la ciudad.  
Al final de su gobierno sus riquezas se estimaron en cerca de 650.000 liras, veintiséis casas, ocho palacios, siete establos, veintiséis tiendas, cuatro carnicerías y abundante terreno en propiedad.

"Era tal la pujanza de Giovanni, que todo lo que pensaba y proponía era aprobado por el senado como cosa óptima. Y todo lo que hacía era por dar reputación a sus hijos, sin respetar los usos, las costumbres ni los estatutos de la ciudad".

En febrero de 1482 el rey Ferrante I de Nápoles adscribió a Giovanni y a sus hijos a la Casa de Aragón, con derecho a llevar su apellido y sus armas.

#### La guerra de Ferrara

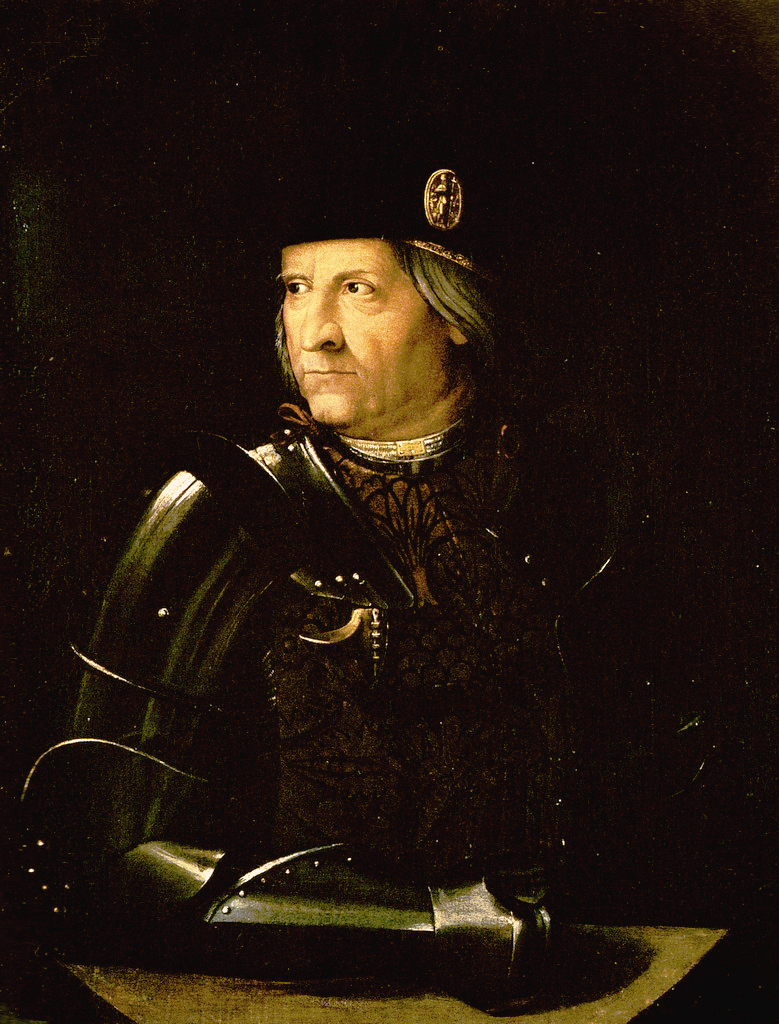
Ercole d'Este.

La deslealtad del rey de Nápoles durante la guerra de Toscana y el apoyo del duque de Ferrara Ercole d'Este a los florentinos motivó la desconfianza del papa hacia ambos; su sobrino Girolamo Riario, que ambicionaba expandir sus dominios por la Romaña, viajó a Venecia para entrevistarse con el dux Giovanni Mocenigo y con el Senado, y obtuvo su ayuda militar ofreciéndoles quedarse con Ferrara.  
En mayo las tropas venecianas de Roberto Sanseverino y Antonio Loredan cruzaron el río Adige mientras la flota fluvial dirigida por Damiano Moro remontaba el Po en su ayuda, tomaron Melara, Bergantino, Castelnuovo, Adria, Ostiglia, Polesella y Comacchio y pusieron asedio a Ficarolo.

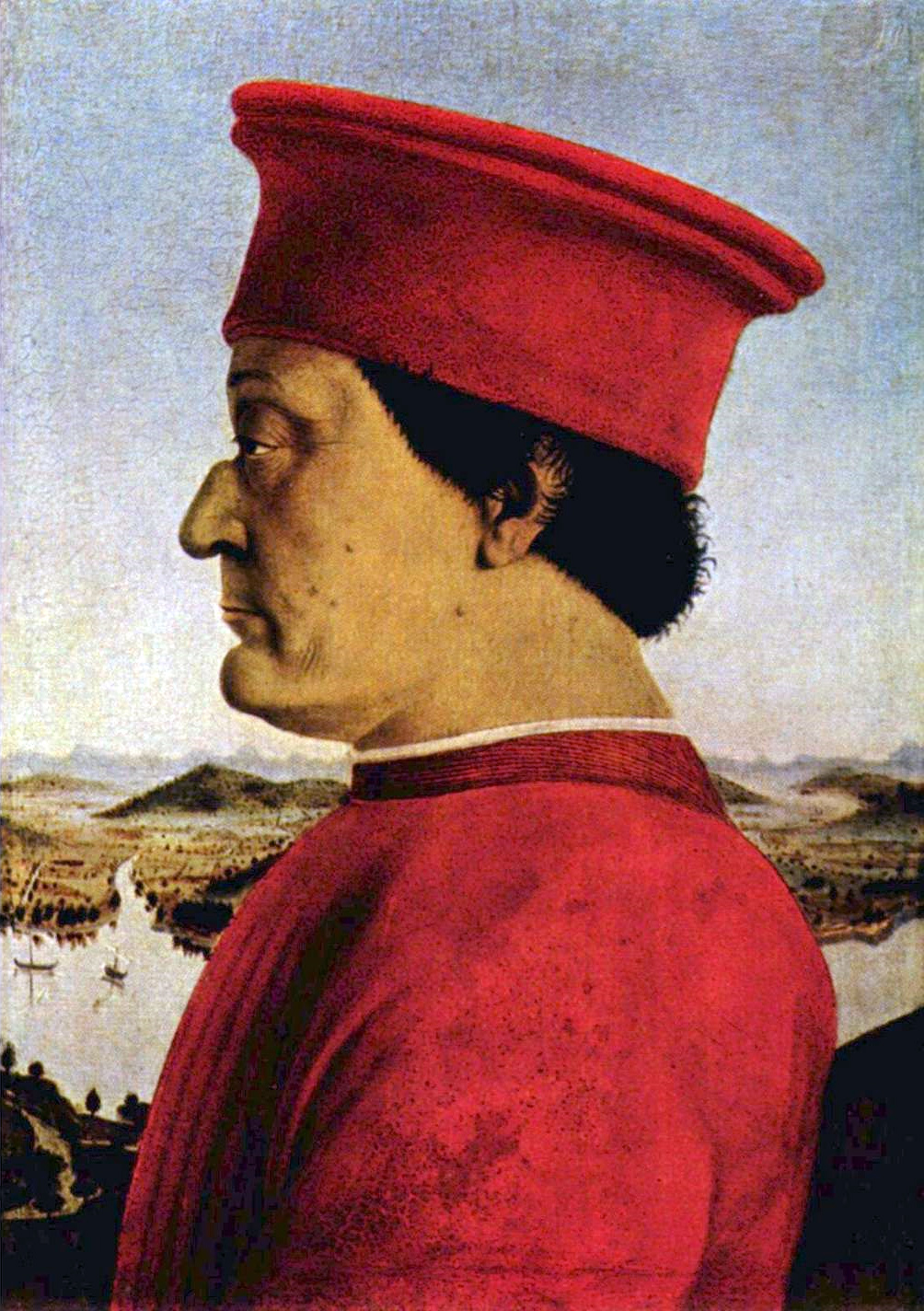
Federico da Montefeltro.

Milán, Florencia, Nápoles, Urbino, Mantua y Bolonia se aliaron en ayuda del duque de Ferrara, y durante los primeros compases de la guerra Giovanni Bentivoglio y Sigismondo d'Este dirigieron las tropas de esta liga hasta la llegada de Federico da Montefeltro. En agosto Bentivoglio puso asedio a Forlì mientras en territorio de los Estados Pontificios se enfrentaban Roberto Malatesta y el duque de Calabria Alfonso d'Aragona en la batalla de Campomorto. A finales de año el papa cambió de bando y ofreció la paz a Venecia, que se negó a aceptarla. 
En febrero de 1483 se reunieron durante seis días en Cremona el duque de Calabria Alfonso d'Aragona, el de Milán Ludovico Sforza, el signore de Florencia Lorenzo de Médici, el marqués de Mantua Federico Gonzaga, su hermano el legado pontificio Francesco Gonzaga en nombre del papa y Giovanni Bentivoglio por parte de Bolonia, y se concertaron para actuar en defensa de Ferrara.  El papa encargó a Bentivoglio una condotta de 400 hombres de armas a cambio de 5000 ducados anuales y nombró protonotario apostólico a su hijo Anton Galeazzo de solo once años de edad.  
Simultáneamente a las operaciones militares de la guerra, Bentivoglio debió atender también la carestía producida por la falta de avituallamientos de los productos básicos en Bolonia que obligaron a decretar la expulsión de los forasteros, la epidemia de peste que también le afectó a él, y el hundimiento de la torre Bianchini que dejó veinticinco muertos. La guerra terminó en agosto de 1484 con la firma de la Paz de Bagnolo.

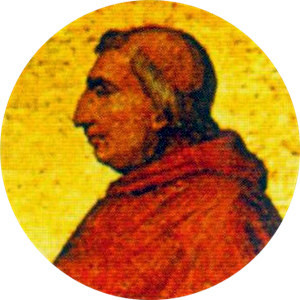
Inocencio VIII.

#### Vuelve la paz a Bolonia
Con el final de la guerra, en 1485 viajó en peregrinación al Santuario de Loreto para dar gracias por su recuperación de la enfermedad sufrida el año anterior, prosiguió hacia Roma para besar el pie del nuevo papa Inocencio VIII y volvió por Florencia.
El año siguiente asistió a la recepción del pomposo séquito del conde de Tendilla que pasaba por Bolonia en dirección a Roma, y a la del nuevo obispo Giuliano della Rovere, y en 1487 celebró la suntuosa boda de su primogénito Annibale con la hija del duque de Ferrara Lucrezia, que reunió más de 3000 invitados forasteros sin contar a los boloñeses.  
Tampoco faltaron los partidos de calcio, los torneos o los juegos populares en los que un numeroso grupo de jóvenes a lomos de burro armados con pértigas debía defenderse de otro que les lanzaban racimos de uvas.

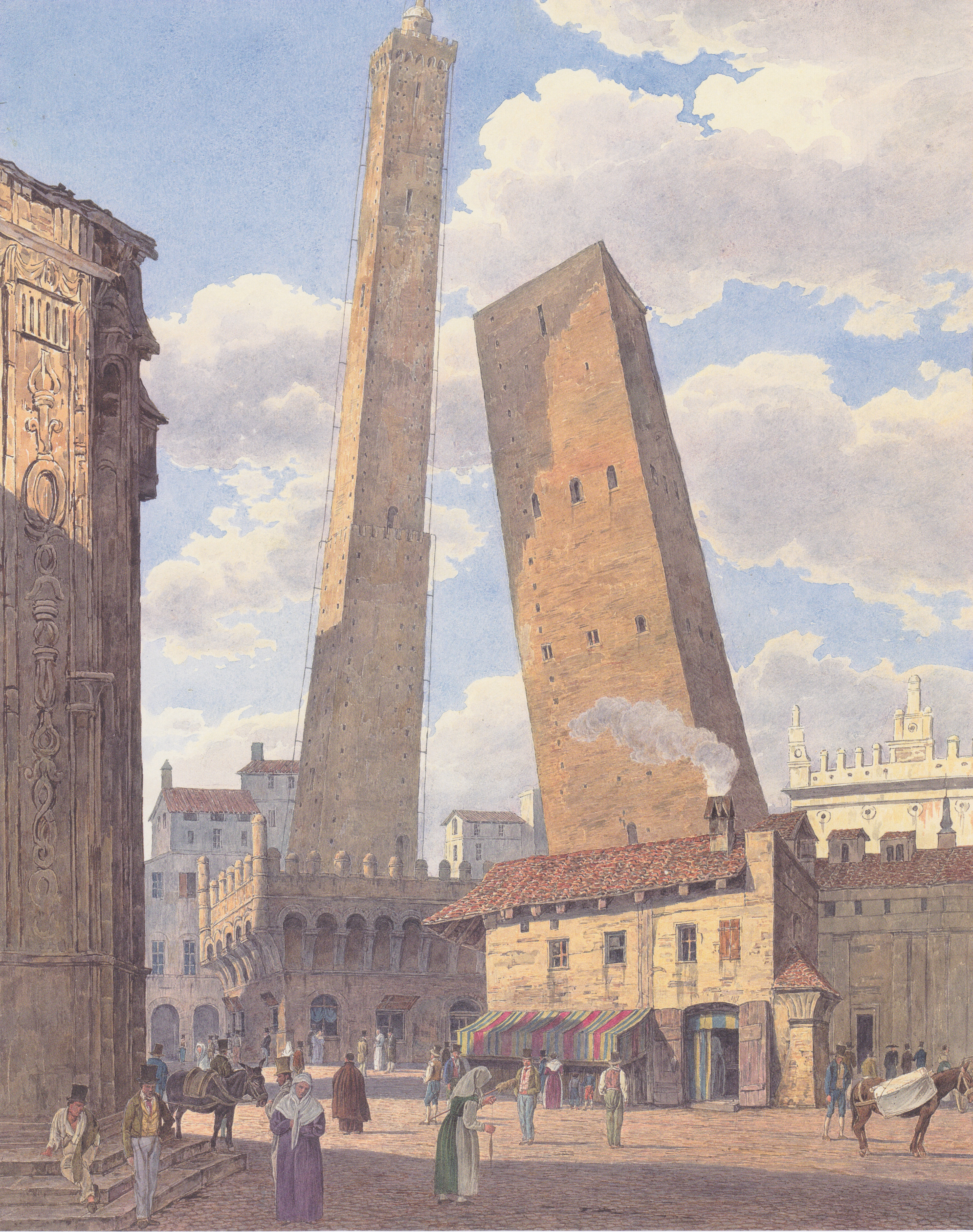
Torres de Bolonia.

En 1488 peregrinó a San Antonio de Padua y a su paso por Venecia fue nombrado patricio de la república. Por estas fechas encargó la decoración de la capilla familiar en la iglesia de San Giacomo y comenzó la construcción de varios palacios y de una torre; las obras de ésta, empezadas en la fecha más propicia según los astrólogos, se vieron obstaculizadas cuando en la excavación de los cimientos se tropezaron con el foso que tenía la ciudad en los tiempos de San Petronio.

#### La muerte de Girolamo Riario
En abril de 1488 murió asesinado en Forlì Girolamo Riario; su mujer Caterina Sforza (de la casa de los Sforza milaneses) consiguió refugiarse en la Rocca de Ravaldino dejando a sus hijos como rehenes de los asesinos de su marido. Como capitán del ejército de Milán, Giovanni Bentivoglio acudió con su ejército en ayuda de la mujer, y uniéndose a las tropas de Galeazzo Sanseverino consiguió liberarla del asedio al que la tenían sometida e instalar a su hijo Ottaviano Riario en la signoria de Forlì e Ímola.

#### El caso Manfredi de Faenza
Tras la muerte en 1468 de Astorre II Manfredi, la signoria de Faenza había pasado a su primogénito Carlo, pero en 1477 Bentivoglio había apoyado a Galeotto Manfredi, hermano de Carlo, a retomar por la fuerza de las armas el gobierno de la ciudad, y en 1481 lo había casado con su hija Francesca.  El matrimonio no iba bien: Galeotto insistía en mantener a su amante Cassandra Pavoni, para indignación de Francesca, y al mismo tiempo estaba demasiado cercano políticamente a la República de Venecia, alejándose de la alianza que los grandes señores de la Romaña mantenían entre sí.   
El caso fue que en mayo de 1488 Galeotto fue asesinado por Francesca; Giovanni Bentivoglio acudió a Faenza con sus tropas para sofocar una posible sublevación y consiguió que la población faentina reconociera como signore a su nieto Astorre, hijo de Galeotto y Francesca, pero temiendo que los boloñeses hubieran venido a tomar la ciudad, un numeroso grupo de campesinos del valle del Lamone apresó a Bentivoglio, que fue liberado poco después por la intermediación de Lorenzo de Médici. Los verdaderos motivos de la muerte de Galeotto no están claros: algunos autores la mencionan simplemente como una cuestión pasional, mientras otros señalan que Giovanni Bentivoglio tuvo participación o conocimiento previo de los hechos.

#### La conjura de los Malvezzi
A pesar de su buena reputación, Bentivoglio no estuvo exento de opositores. En noviembre de 1488 se descubrió una conjura liderada por los hermanos Malvezzi Girolamo, Filippo, Giovanni, Ludovico y Giulio, quienes con la ayuda de varios personajes importantes de la ciudad planeaban matar a Giovanni, a su mujer y a sus hijos, y tomar el gobierno, considerando el excesivo poder de Bentivoglio como una forma de tiranía.  
La represalia fue cruenta: una veintena de implicados en el complot fueron ejecutados, la familia Malvezzi fue desterrada de Bolonia y sus propiedades confiscadas, y en los días siguientes varias personas más, supuestamente involucradas en los hechos, fueron perseguidas y asesinadas extrajudicialmente por los partidarios de los Bentivoglio. Desde este episodio no volvió a salir sin escolta, y en conmemoración de haber salido ileso de la conspiración encargó a Lorenzo Costa como exvoto la Pala Bentivoglio con el retrato de toda la familia, que todavía puede verse en la iglesia de San Giacomo Maggiore.

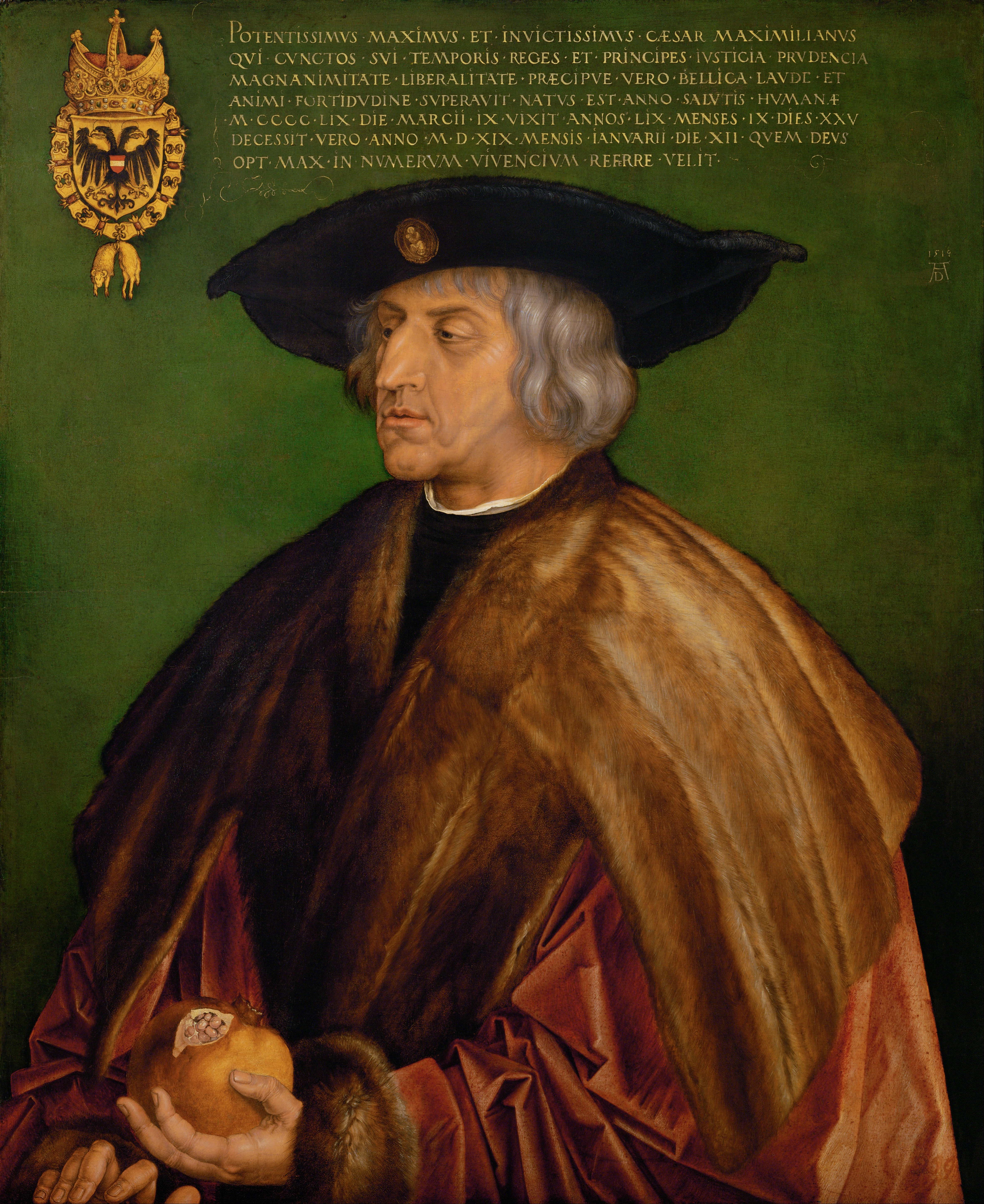
Maximiliano I de Habsburgo.

#### Las guerras italianas
En 1494 el emperador Maximiliano I de Habsburgo le nombró conde palatino, con derecho a cuartelar sus armas con las del Sacro Imperio, crear caballeros y doctores, legitimar bastardos y acuñar moneda de cualquier metal.

##### La expedición de Carlos VIII

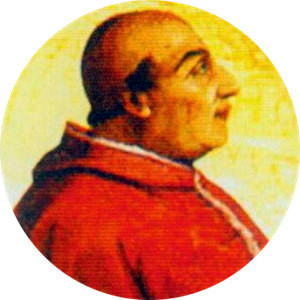
Alejandro VI.

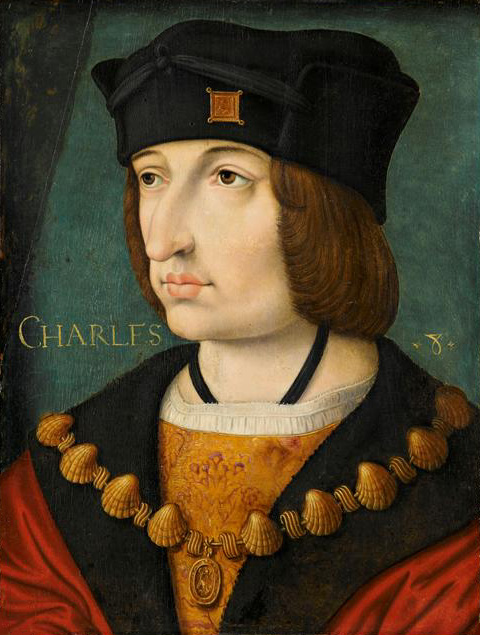
Carlos VIII.

El rey Carlos VIII de Francia, de acuerdo con el duque Ludovico Sforza, planeaba meter sus tropas en Italia en dirección a la conquista del Reino de Nápoles, y necesitaba que antes de comenzar su expedición, Bentivoglio le garantizara el paso y el aprovisionamiento por el territorio boloñés.  

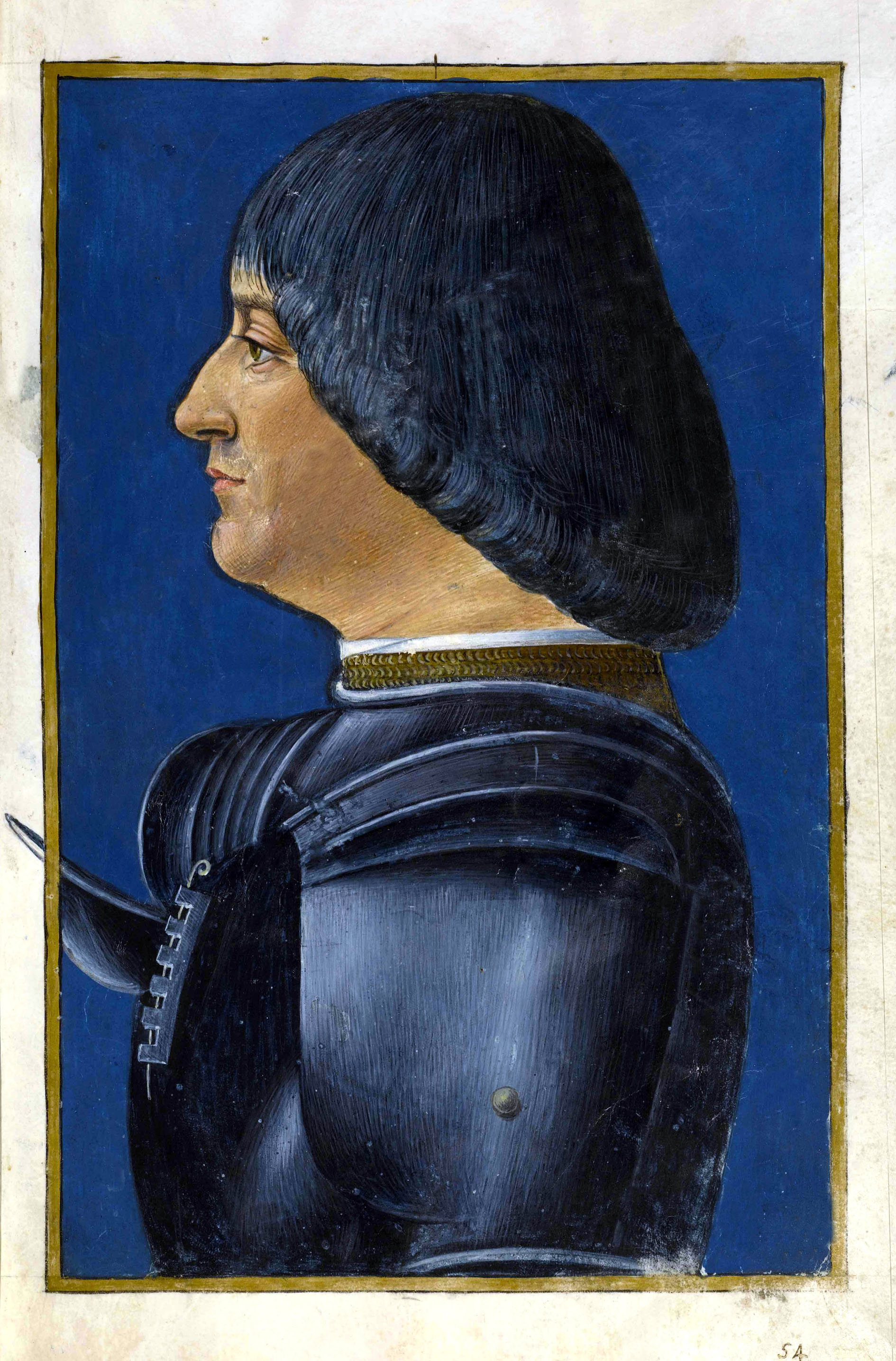
Ludovico Sforza.

El embajador francés Philippe de Commines y el milanés Guidantonio Arcimboldi visitaron Bolonia proponiendo la colaboración de Bentivoglio, quien se mostró ambiguo con todos los bandos en conflicto: a los franceses prometió paso y vituallas, y a los milaneses, florentinos y ferrareses les confirmó su antigua alianza, mientras negociaba una nueva liga con Nápoles y los Estados Pontificios.  Entre promesas por ambas partes de suculentas cantidades de dinero y de la concesión del cardenalato a Antongaleazzo, Bentivoglio permaneció neutral durante el paso de las tropas francesas.
Desde Bolonia fue testigo de la caída de Piero de Médici, de la entrada de las tropas francesas en Roma, de su victoria sobre el Reino de Nápoles, del exilio del rey Alfonso II de Nápoles, de la liga de los Estados Pontificios, el Sacro Imperio, Milán, Venecia y España contra los franceses, de la retirada de éstos y de la batalla de Fornovo.
Fue por estas fechas que aparecieron en Italia los primeros casos de sífilis, pasó por Bolonia el cardenal Bernardino López de Carvajal, llegó el nuevo legado Giovanni Borgia, murió Beatriz de Este y fue quemada en la hoguera Gentile Budrioli, que con sus hechicerías pretendía dañar a los hijos de Bentivoglio.

##### La expedición de Luis XII

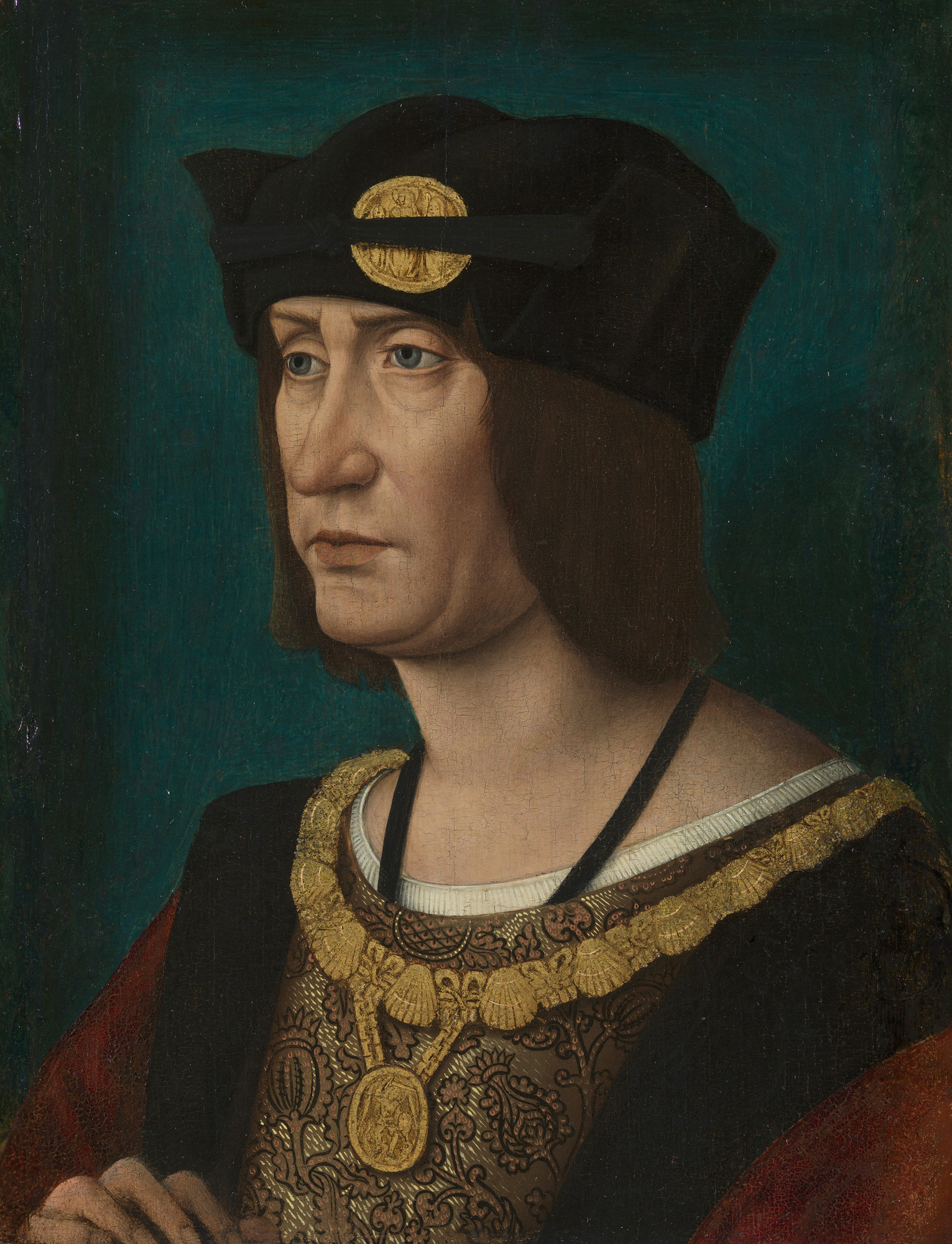
Luis XII.

El rey Carlos VIII murió en 1498, y el año siguiente su sucesor Luis XII de Francia empezó una nueva guerra en Italia aliado con Venecia y el papa Alejandro VI para conquistar el Ducado de Milán. Bentivoglio era aliado del milanés, pero consciente de que enfrentarse a los franceses habría sido su ruina, le retiró su apoyo militar y se acogió bajo la protección de Luis XII. Ludovico Sforza abandonó Milán, que quedó bajo el gobierno de Gian Giacomo Trivulzio.  
La guerra no pintaba bien para Bolonia, demasiado pequeña para contender con rivales mucho mayores. El papa Alejandro VI intentaba convencer al rey Luis XII de que Bentivoglio estaba aliado con el duque de Milán y le instaba a conquistar Bolonia; costó 40.000 ducados aplacar las sospechas del francés. Desde 1500 era legado Giovanni Battista Orsini.

##### Los Borgia contra Bolonia

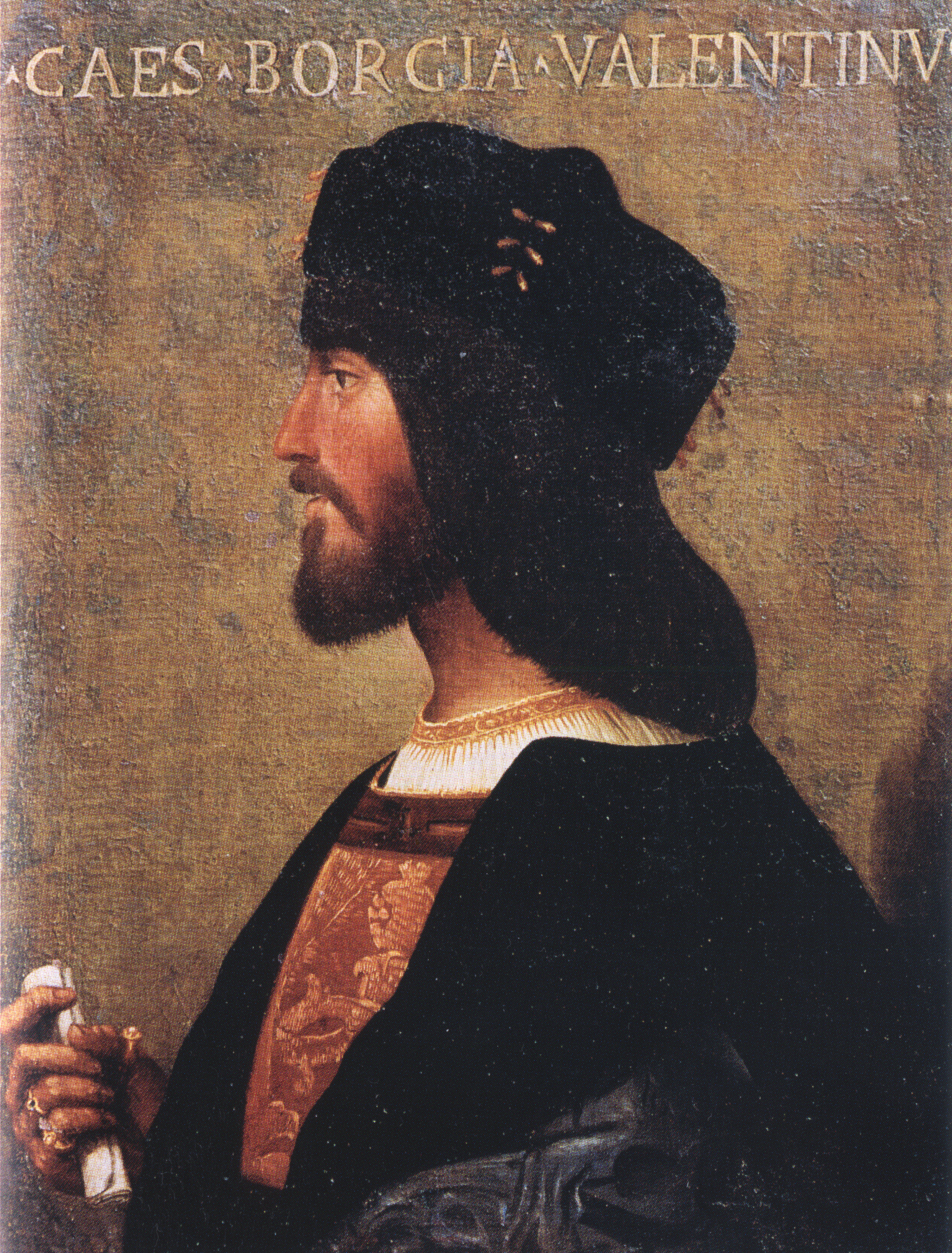
César Borgia.

Entretanto, en el contexto de la guerra, el papa Alejandro VI planeaba formar un ducado con las principales plazas de la Romaña y nombrar duque a su hijo César Borgia.  
Apoyado por los franceses, César avanzó al frente de un ejército junto con Yves II d'Alègre, Paolo Orsini y Vitellozzo Vitelli, conquistó Ímola y Forlì a Caterina Sforza, Rímini a Pandolfo Malatesta, Pésaro a Giovanni Sforza y Faenza a Astorre III Manfredi, y entrando en territorio de Bolonia ocupó Castel San Piero, Castel Fiuminese, Castel Guelfo y Medicina. 
Temiendo que fuera contra la ciudad, en mayo de 1501 el senado boloñés capituló con César Borgia la paz y la entrega de Castel Bolognese a cambio de la restitución a Bolonia de las plazas conquistadas.
Pocos días después Ermes Bentivoglio, instigado por su madre Ginevra y sin conocimiento previo de Giovanni, dirigió el asesinato de varios miembros de la familia Marescotti, que se habían concertado para entregar la ciudad a César Borgia.
Césare Borgia había ocupado ya Camerino y el Ducado de Urbino, y declaraba abiertamente ante los embajadores boloñeses su intención de avanzar hacia Bolonia y derrocar a Bentivoglio; su padre el papa publicó un breve citando a Roma a Bentivoglio y a sus hijos, que no acudieron.  El rey de Francia declaró que su protección sobre Bolonia no incluía las personas de los Bentivoglio y que no se iba a inmiscuir en las cosas de la Iglesia.
El papa nombró una comisión formada por los cardenales Antonio Trivulzio, Raffaele Riario, Giovanni de Médici y Giuliano Cesarini para estudiar el caso de Bentivoglio. 
Viendo el creciente poder de Borgia en la Romaña y temiendo que avanzara sobre las posesiones que tenían, en octubre de 1502 se reunieron en Magione Ermes Bentivoglio en nombre de su padre, Paolo Orsini, su hermano el cardenal Giovanni Battista Orsini, Vitellozzo Vitelli, Oliverotto da Fermo, el duque de Gravina Francesco Orsini, Gian Paolo Baglioni de Perugia, y Antonio da Venafro en nombre de Pandolfo Petrucci de Siena, y se conjuraron para hacer causa común contra César Borgia, como consecuencia de lo cual los capitanes de éste, Hugo de Cardona y Micheletto Corella, fueron derrotados cerca de Cagli. Borgia, fingiendo una reconciliación con los conjurados, ganó tiempo para que le llegaran los refuerzos de Charles de Chaumont desde Francia, y en enero de 1503 ordenó el asesinato de Vitelli, Da Fermo y los Orsini. 
Con Bentivoglio firmó un acuerdo de paz que el papa refrendó extendiendo en enero de 1503 la bula que le confirmaba como vicario de Bolonia. Sin ninguna confianza en el acuerdo, los temores de Bentivoglio continuaron hasta que en agosto de 1503 murió el papa Alejandro VI tras un banquete celebrado en la villa romana del cardenal Adriano Castellesi.

La muerte del papa Alejandro VI fue grata a muchos, y en particular a aquellos signori que habían perdido sus estados, pero también a Giovanni Bentivoglio, porque si hubiera vivido un poco más, él habría sido expulsado de Bolonia; y mostró contento de esto, porque teniendo costumbre de vestir de morado, el día que tuvo noticia de la muerte del papa se vistió de rosa.

##### La posguerra

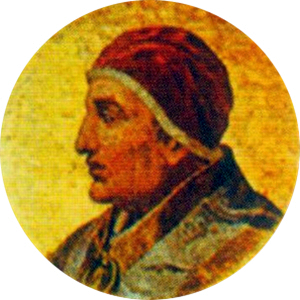
Pío III.

En el cónclave de septiembre de 1503 fue elegido papa Pío III, que murió antes de un mes, y en el de octubre del mismo año lo fue Julio II, que desde el principio de su pontificado mostró su intención de recuperar las ciudades de los Estados Pontificios abstraidas a su gobierno y mandó encarcelar a César Borgia, lo cual aprovecharon los antiguos signori de la Romaña para recuperar sus plazas con la ayuda de Bentivoglio.

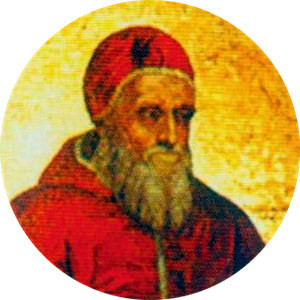
Julio II.

La guerra parecía alejarse, pero las secuelas que habían dejado eran graves: con la moneda devaluada, la carestía de los productos más básicos llevó al senado a decretar la expulsión de los forasteros y a prohibir las exportaciones, y a esta situación vinieron a sumarse los elementos: las heladas del invierno anterior habían arruinado las cosechas, el año 1504 comenzó una serie de terremotos que dañaron numerosos edificios y se extendieron hasta el año siguiente, hasta el punto de que el consejo de ancianos de Bolonia pernoctaba por seguridad en el huerto trasero de su palacio, y no habían terminado los sismos cuando la población tuvo que afrontar una epidemia de peste. El carnaval de 1505 se sustituyó por procesiones de disciplinantes.

#### Derrocado por Julio II
A mediados de 1505 cesaron los temblores, se retiró la peste y volvió la abundancia, pero para Giovanni Bentivoglio empezaba el final de su protagonismo en Bolonia; a principios de 1506 el astrólogo Luca Gaurico se lo profetizaba y se ganaba unos tratos de cuerda. 
Tras una serie de alianzas familiares de los Della Rovere con los Colonna y Orsini y después de asegurarse el auxilio de Francia y la neutralidad de Venecia, en agosto de 1506 el papa Julio II salió de Roma hacia el norte dispuesto a reconquistar Perugia (en poder de Gian Paolo Baglioni) y Bolonia con el ejército pontificio dirigido inicialmente por el duque de Urbino Guidobaldo de Montefeltro, y tras la retirada de éste por culpa de la gota, por el marqués de Mantua Francesco Gonzaga.
Baglioni viajó a Orvieto al encuentro de la expedición papal y rindió Perugia en manos de Julio II, que engrosó su ejército con las tropas perusinas y siguió avanzando.  A Bolonia envió al arzobispo de Manfredonia Antonio Maria Ciocchi del Monte para tratar de la vuelta de la ciudad a la soberanía de la Iglesia, pero de su embajada quedó claro que la ciudad no pensaba rendirse.  El papa excomulgó a Giovanni y puso entredicho a Bolonia.
Giovanni Bentivoglio organizó la fortificación de la ciudad dispuesto a resistir, pero tras la llegada de las tropas francesas de Charles d'Amboise en refuerzo de las pontificias y la caída de varias plazas de los alrededores entendió que era imposible la defensa contra una fuerza tan numerosa, y el 1 de noviembre salió de Bolonia con sus hijos, legítimos y naturales, sus nietos y una numerosa comitiva de allegados y amigos en dirección a Milán, mientras las mujeres de la familia partían hacia Mantua.   
Con la artillería francesa batiendo las murallas de Bolonia, el pueblo anegó su campamento desviando las aguas del río Reno; los enfrentamientos duraron varios días, hasta que con la intermediación del marqués de Mantua, de los cardenales Galeotto Franciotti della Rovere y Georges d'Amboise y del senado, los franceses se retiraron y la ciudad se entregó al papa, que el 11 de noviembre fue triunfalmente recibido por la población de Bolonia. En febrero el papa volvió a Roma dejando como legado a Antonio Ferrero, tras haber reformado el senado y haber decretado la prohibición de comunicarse con los Bentivoglio y la obligación de destruir sus escudos.

### Exilio y muerte

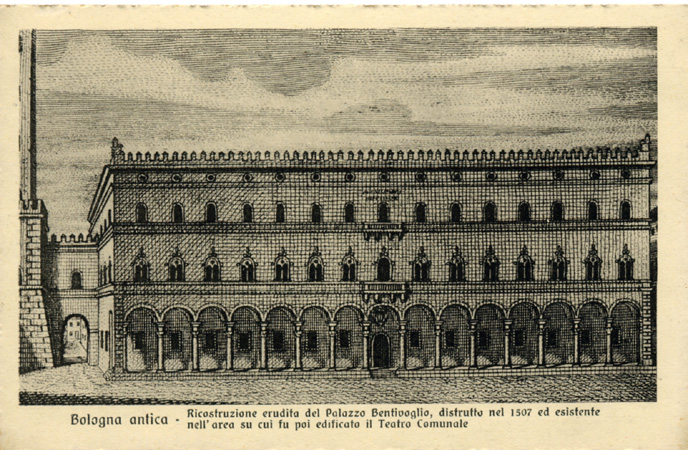
El Palacio Bentivoglio (reconstrucción)

Para entonces Giovanni Bentivoglio había llegado a Milán, hospedado por el virrey francés Gian Giacomo Trivulzio. Su hijo Alessandro viajó a Génova para sondear el posible apoyo de Luis XII de Francia para retomar Bolonia; el rey se mostró ambiguo al respecto, pero cabía suponer que no apoyaría estos planes por no enemistarse con su aliado el papa.  
Desde Busseto, donde residía acogida por Galeazzo Pallavicino, Ginevra instaba a sus hijos Annibale, Ermes y Antongaleazzo Bentivoglio, a reconquistar la ciudad; a principios de mayo de 1507 los tres avanzaron sobre Bolonia al frente de un ejército, pero fueron rechazados.  Una muchedumbre enfervorecida liderada por Ercole Marescotti desvalijó y destruyó el Palacio Bentivoglio en represalia, en tal desorden que en el episodio quedaron cerca de sesenta muertos.

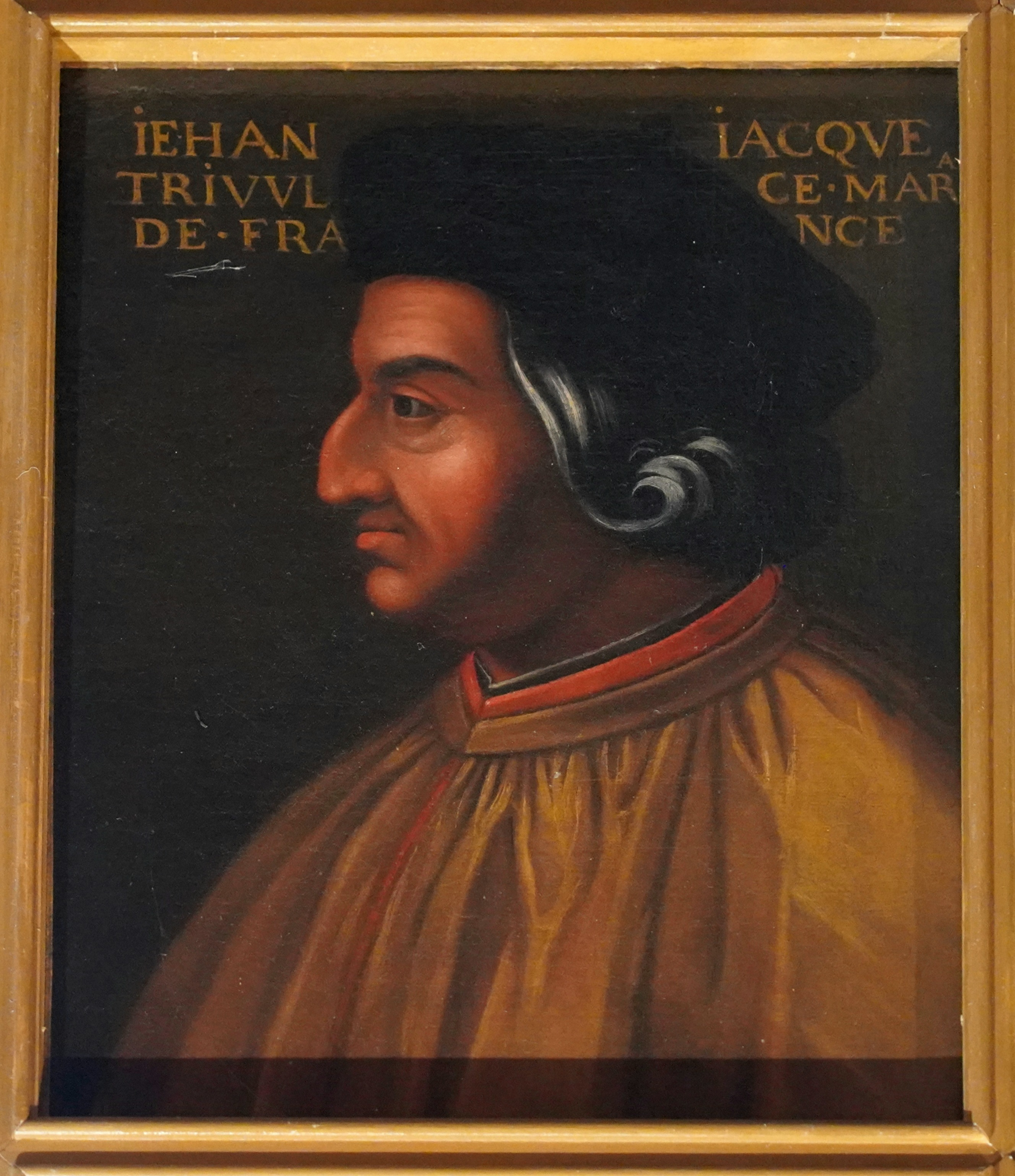
Gian Giacomo Trivulzio.

Interrogado por el senado de Milán, Giovanni declaró que sus hijos habían tomado la decisión de intentar el regreso a Bolonia desoyendo sus consejos, y el tribunal le encontró inocente de estos hechos.  
El mismo mes de mayo murió Ginevra en Busseto, después de haber recibido de Giovanni una carta reprochándole haber instigado a sus hijos a regresar a Bolonia por la fuerza de las armas. Todavía excomulgada, «fue sepultada en lugar profano bajo las ortigas».
En septiembre se descubrió una conspiración de los hijos de Bentivoglio para envenenar al papa, y a principios de 1508 sus partidarios en Bolonia planeaban nuevamente la reconquista de Bolonia, que bajo el descontento provocado por el gobierno de los sucesivos legados Antonio Ferrero, Francesco Alidosi y Lorenzo Fieschi estaba nuevamente envuelta en disturbios.  
A requerimiento del papa, el virrey francés de Milán apresó a Giovanni, que fue liberado pocos días después, considerado ignorante de la conjura llevada a cabo por sus hijos.  Invitado por Luis XII a viajar a Francia para justificarse convenientemente, Giovanni envió en su lugar a Alessandro, alegando una enfermedad que le llevó a la tumba en febrero de 1508 a los sesenta y cinco años de edad.  Fue sepultado en la iglesia de San Mauricio aunque se desconoce exactamente dónde, pues no hay una inscripción sepulcral.

Por espacio de cuarenta años en los que dominó Bolonia a su arbitrio (en cuyo tiempo, no como otros, no lamentó la muerte de ninguno de los suyos) había siempre tenido, para sí y para sus hijos, provisiones y grandes honores de todos los príncipes de Italia, y se había librado con gran felicidad de todas las cosas que le eran peligrosas; de cuya felicidad parecía que principalmente fuera deudor a la fortuna y a la oportunidad del lugar de aquella ciudad, porque según el juicio común no se le atribuía ni ingenio ni prudencia ni valor excelente.

## Heráldica
|  | Armas de los Bentivoglio: tronchado danchado, de oro y de gules. Según algunos heraldistas,originalmente era sobre campo de oro una llama de gules de cinco lenguas de fuego, que devino en la línea dentada. "Sega" (en italiano, sierra) fue el grito de guerra de los partidarios de los Bentivoglio. |
|  | Armas de los Bentivoglio, cuarteladas con el águila imperial. En el privilegio concedido por el emperador Federico III en 1469 el águila debía ser de cualquier color menos negro; en el de Maximiliano I de 1494 sí era de este color.                                                                  |
|  | Armas de los Bentivoglio, con el escusón de la Casa de Aragón concedido por el rey Fernando I de Nápoles en 1482. |

## Descendencia

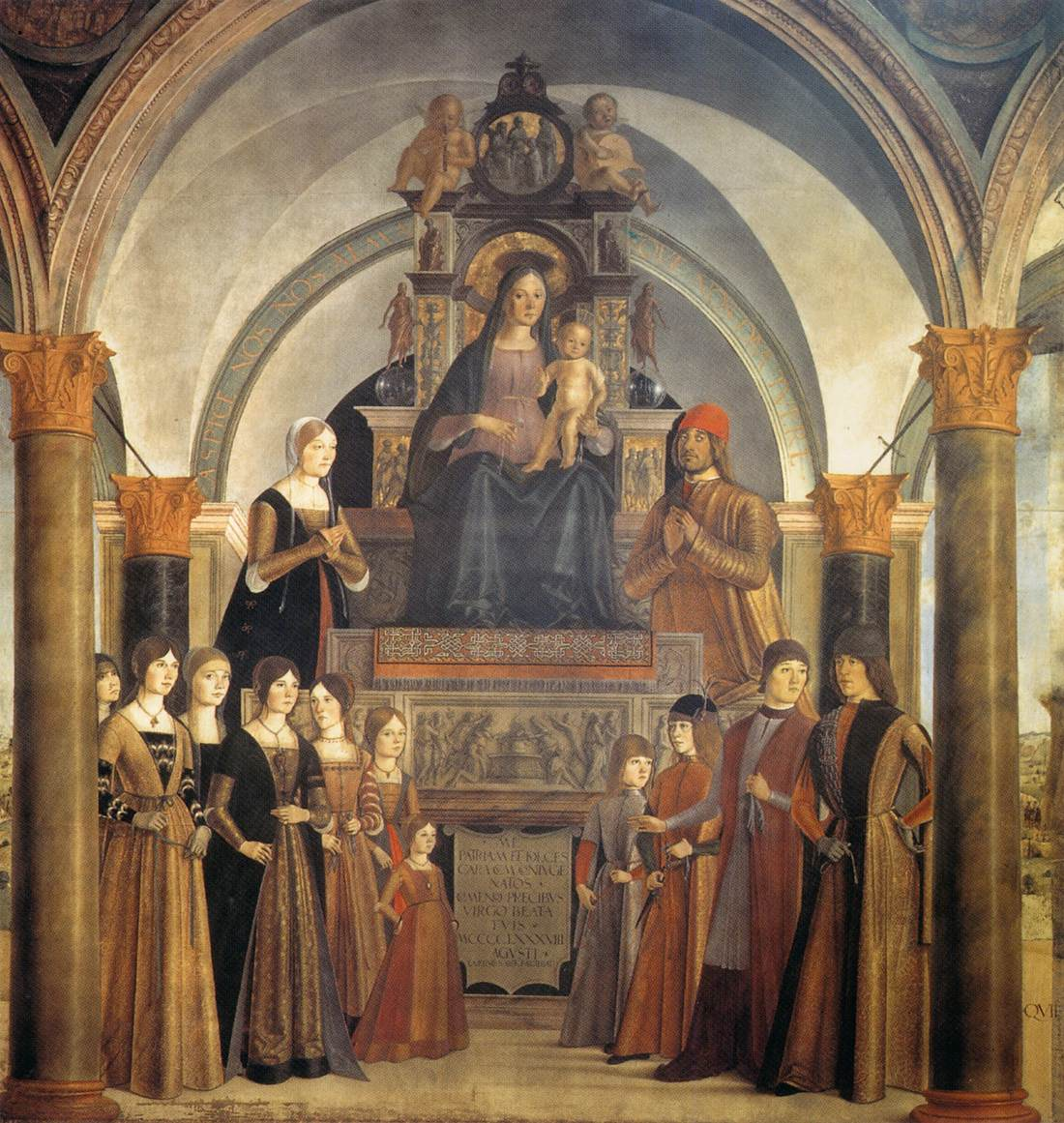
La Virgen con el niño y los Bentivoglio, óleo sobre tabla de Lorenzo Costa (1488), en la iglesia de San Giacomo Maggiore de Bolonia.

### Hijos legítimos
De su matrimonio con Ginevra Sforza (1440–1507) hija ilegítima de Alessandro Sforza, tuvo dieciséis hijos, de los que solo once llegaron a la edad adulta. Fueron, por orden cronológico:
- Annibale, muerto en la infancia;
- Bianca, casada con Niccolò Rangoni, signore de Spilamberto y Cordignano;
- Francesca, mató a su marido Galeotto Manfredi, después se casó con Guido Torelli;
- Annibale, casado con Lucrezia d'Este, hija del duque de Ferrara Ercole I d'Este;
- Eleonora, casada con Giberto Pio, signore de Carpi;
- Donnina, muerta en la infancia;
- Antongaleazzo, protonotario apostólico;
- Camilla, monja en el convento de Corpus Domini;
- Violante, casada con Pandolfo IV Malatesta, signore de Rímini;
- Alessandro, condotiero y gonfaloniero, casado con Ippolita Sforza, sobrina del duque de Milán y después con Giovanna Malatesta, hermana del signore de Rímini;
- Ermes, condotiero, casado con Giacoma Orsini, hija de Giulio Orsini;
- Laura, casada con Giovanni Gonzaga, hermano del duque de Mantua Francesco Gonzaga;
- Isotta, muerta en la infancia;
- Cornelio, muerto en la infancia;
- Lodovico, muerto en la infancia;
- Isotta, prometida a Ottaviano Riario, se hizo monja tras la entrada en religión del novio.

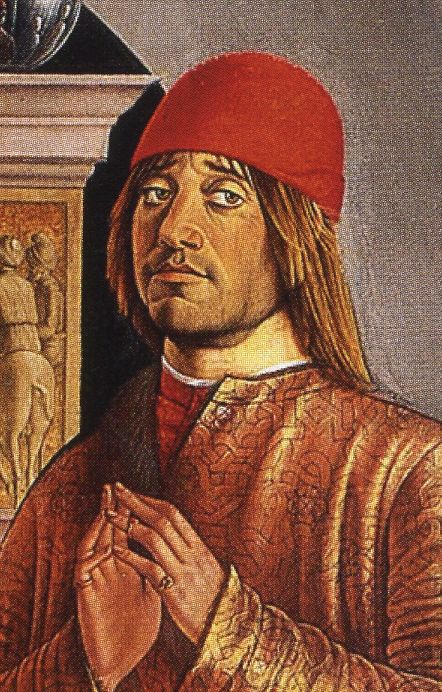
"Fue Giovanni de estatura mediana, muy bien formado, de ojos glaucos, de nariz más chata que aquilina, de cara un tanto alargada; se afeitaba la barba segun la usanza de aquellos tiempos, y llevaba el cabello en larga melena, que cuando era joven lo tenía rubio y suelto; era en el hablar un poco balbuciente; de carácter apacible y cortés; de pocas letras pero de gran ingenio y de grandísima memoria".

### Hijos adoptivos
Antes de su boda con Giovanni, su mujer Ginevra había tenido dos hijos con Sante Bentivoglio:
- Costanza, que casó con Antonio Maria Pico della Mirandola;
- Ercole, condottiero, casado con Barbara Torelli, condesa de Montechiarugolo;

Y antes de la boda de Ginevra con Sante, éste había tenido otro hijo:
- Antonio.

Ocasionalmente, también hubo quienes de adultos renunciaron a su apellido familiar para adscribirse a la familia Bentivoglio, como ocurrió en 1487 con Tomasso, Tiberio y Ercole Malvezzi y con Giovanni Antonio Gozzadini.

### Hijos naturales
Giovanni tuvo además varios hijos fuera del matrimonio, con mujeres cuya identidad se desconoce:
| - Isabetta o Elisabetta, casada con Lattantio Bargellini; - Ascanio, canónigo; - Griseide o Griselda, casada con Salustio Guidotti, senador de Bolonia; - Leone, casado con Giulia Fantuzzi; - Rinaldo, casado con Francesca Bersello; - Lucia, casada con Alessandro Sforza Attendoli Manzoli. - Sigismondo, canónigo; | - Carlo; - Ottaviano; - Isotta (o Semiramide), se casó con Giovanni Felicini, después con Georgio Manzoli; - Confortino - Giovanni; - Pantasilea, monja. - Paolo, religioso agustino; - Ragosa; - Battista, canónigo; |

### Ahijados
Dada su buena reputación en Bolonia durante el largo periodo de tiempo en el que se mantuvo en el cargo, fue solicitado numerosas veces como padrino: tuvo cerca de 350 ahijados de 200 familias, la mayoría de ellos varones.

## Mecenazgo
Influyente y adinerado, «de pocas letras pero de gran ingenio», su corte no tuvo el esplendor cultural de las de Ferrara o Milán, pero favorecidos por su mecenazgo en su entorno destacaron pintores y escultores como Amico Aspertini, Lorenzo Costa, Francesco Francia, Francesco del Cossa, Ercole Ferrarese, literatos como Giovanni Sabadino degli Arienti, Cesare Nappi, Vincenzo Paleotti, Angelo Michele Salimbeni y su secretario Cristoforo Poggio, el astrólogo Bartolomeo della Rocca, el arquitecto Aristóteles Fioravanti, el medallista Sperandio Mantovano o los iluminadores Pierantonio Sallando y Bartolomeo Bossi que elaboraron su libro de horas.

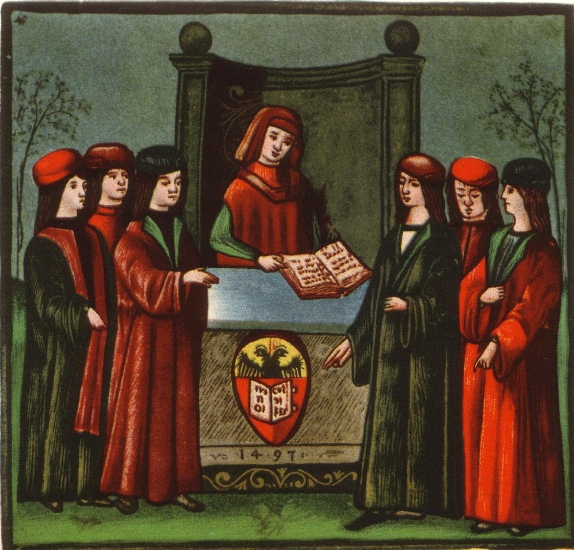
Estudiantes en Bolonia en 1497.

Subvencionó la Universidad de Bolonia, donde en sus tiempos ejercieron como profesores, entre otros, Girolamo Manfredi, Giovanni Garzoni, Antonio de Burgos, Pedro Arbués, Francesco Puteolano, Urceo Codro, Cola Montano, Filippo Beroaldo, Vincenzo da Bologna, Andrea Barbazza, Battista Spagnoli o Lorenzo Campeggio, y estudiaron Joan Margarit, Gregorio Cortese, Achille Grassi, Francesco Soderini, Niccolò Pandolfini. Cristoforo Numai, Joan Llopis, Francesco Alidosi, Niccolò Fieschi, Melchior von Meckau, Giovanni Pico della Mirandola, Girolamo Casio o Nicolás Copérnico.
Fuertemente relacionada con la universidad estuvo la imprenta, cuyos inicios en Bolonia favoreció Bentivoglio: a las primeras publicaciones hechas a partir de 1470 por Baldassare Azzoguidi (el torneo de 1465, la Stanze de Francesco Cieco, el Arte di ben morire del cardenal Capranica, y un ejemplar de las obras de Ovidio) siguió la fundación de numerosos establecimientos tipográficos en Bolonia, uno de los cuales era propiedad de su esposa Ginevra Sforza.
En lo que respecta a obra pública reforzó las murallas, las puertas y el foso de la ciudad y ordenó la construcción de nuevas fortificaciones en los alrededores, mandó reconstruir el pavimento de las plazas y calles, ensanchando muchas de ellas para prevenir la expansión de los posibles incendios, amplió la red de alcantarillado y el suministro de agua desde las colinas cercanas, desecó las marismas, hizo navegable hasta Bolonia el Río Reno, que hasta entonces solo lo era hasta Corticella, y dispuso la construcción del puerto fluvial para impulsar el comercio.

## En la ficción
En el siglo XIX sirvió como personaje a varias obras teatrales: 
- Amati, Giuseppe (1863). Giovanni Bentivoglio.  Dramma in cinque atti (en italiano). Turín.
- Sezanne, Giovanni Battista (1864). Giovanni II Bentivoglio.  Racconto storico (en italiano). Bolonia.
- Vivarelli, Luca (1869). Giovanni II Bentivogli.  Tragedia (en italiano). Bolonia.